# Georg Wittig
Georg Wittig (1897-1987) là nhà hóa học người Đức. Ông giành Giải Nobel Hóa học năm 1979 cùng với Herbert C. Brown vì đã phát triển các hợp chất của bo và phosphor trong tổng hợp hữu cơ. Ngoài ra, ông cùng với Ulrich Schöllkopf, người mà chính ông hương dẫn làm luận án tiến sĩ, phát hiện ra phản ứng Wittig vào năm 1956.

## Tiểu sử
Wittig sinh ra ở Berlin, Đức. Sau một thời gian sinh sống ở Đức, ông cùng gia đình chuyển tới Kassel, tại đây cha ông trở thành giáo sư tại một trường trung học. Wittig bắt đầu học ở Kassel và nghiên cứu hóa học tại Đại học Tübingen năm 1916. Sau đó, ông trở thành một trung úy của đoàn kỵ binh Hesse-Kassel (hay Hesse-Cassel). Sau khi trở thành một tù binh của chiến tranh Anh từ năm 1918 đến năm 1919, Wittig cảm thấy rất khó để bắt đầu nghiên cứu lại về hóa học do tình trạng quá tải ở các trường đại học. Ông đã có một lời đề nghị trực tiếp đến Karl von Auwers, là giáo sư hóa học hữu cơ tại Đại học Marburg vào thời điểm đó, ông đã có thể tiếp tục nghiên cứu tại trường đại học và sau 3 năm ông được trao bằng tiến sĩ hóa học vô cơ.
Karl von Auwers đã thuyết phục Wittig bắt đầu sự nghiệp học thuật. Ông trở thành bạn thân của Karl Ziegler, người đã làm việc với Auwers trong thời gian đó. Người kế nhiệm Karl von Auwers, Hans Meerwein, đã chấp nhận Wittig làm giảng viên, một phần vì ông đã ấn tượng bởi cuốn sách 400 trang về kỹ thuật lập thể mà Wittig đã viết. Năm 1931 Wittig kết hôn với Waltraud Ernst, một đồng nghiệp của nhóm làm việc với Auwers. Lời mời của Karl Fries đưa ông làm giáo sư cho TU Braunschweig năm 1932. Thời gian ở Braunschweig trở nên ngày càng nan giải hơn khi nước Đức quốc xã cố gắng loại bỏ Karl Fries và Wittig. Sau khi nghỉ hưu Fries, năm 1937, Hermann Staudinger đã đề nghị Wittig làm việc tại Đại học Freiburg, một phần bởi vì ông biết Wittig trong cuốn sách về hóa học lập thể.
Năm 1944, ông trở thành giám đốc bộ phận hóa học hữu cơ Wilhelm Schlenk tại Đại học Tübingen. Hầu hết các nghiên cứu khoa học của ông, bao gồm cả sự phát triển của phản ứng Wittig, đã được thực hiện trong thời gian này ở Tübingen. Việc bổ nhiệm Wittig với độ tuổi sáu mươi là người đứng đầu bộ phận hoá học hữu cơ tại Đại học Heidelberg vào năm 1956 với tư cách là người kế nhiệm Karl Freudenberg đã trởt thành một sự kiện rất đặc biệt. Ông làm việc tại Đại học Heidelberg ngay cả sau khi nghỉ hưu vào năm 1967 và xuất bản các giấy tờ cho đến năm 1980. Phần lớn các giải thưởng của ông đã được trao tặng trong thời gian này tại Heidelberg, như bằng tiến sĩ danh dự của Sorbonne năm 1956 và giải Nobel Hóa học năm 1979.